# Lionel Blue

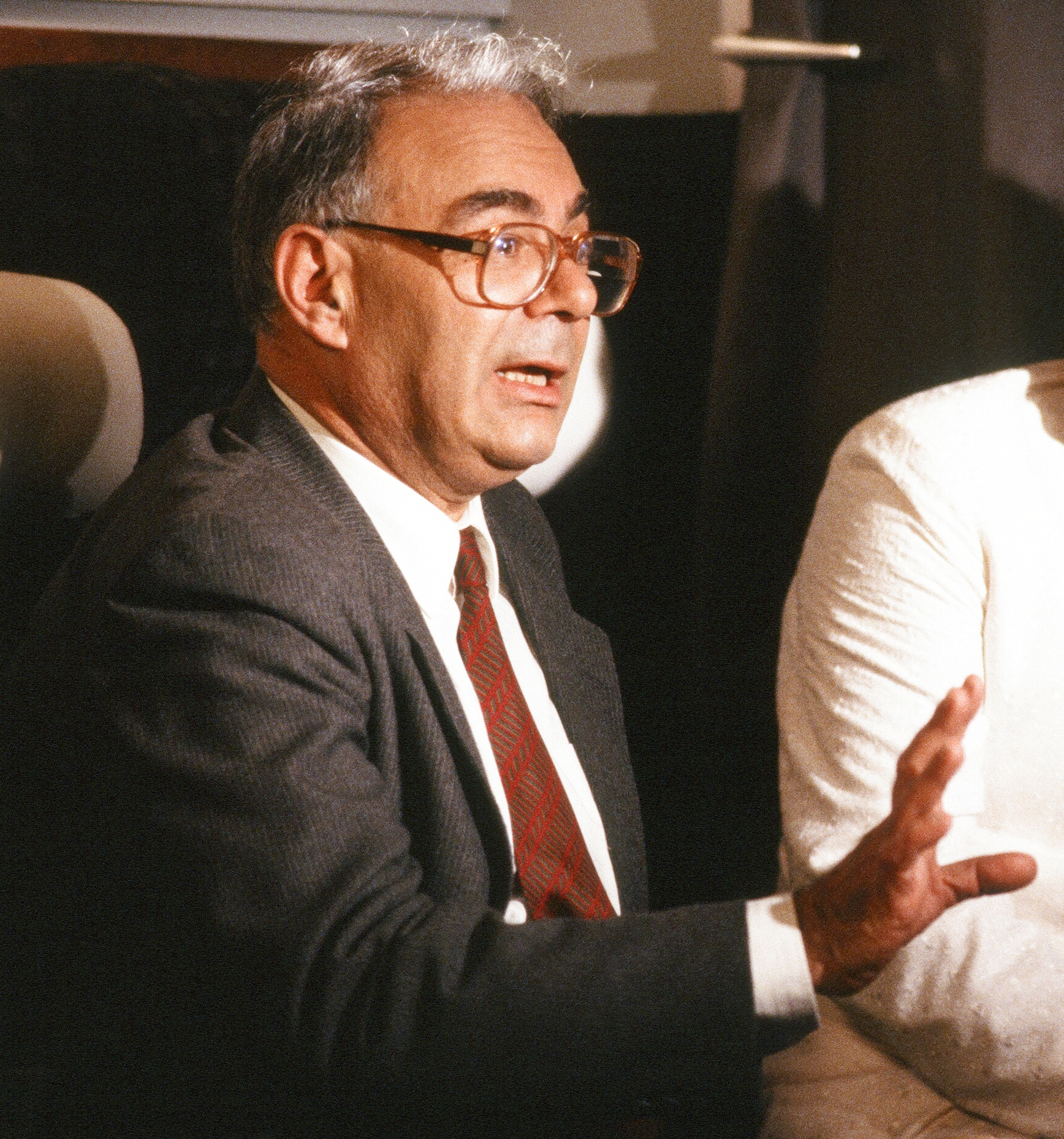
Lionel Blue, 1988

Lionel Blue (* 6. Februar 1930 in London; † 19. Dezember 2016) war ein britischer Rabbiner, Autor, Journalist und Fernsehmoderator. Er war der erste sich offen homosexuell bekennende Rabbiner im Vereinigten Königreich.

## Leben
Geboren wurde Blue 1930 im East End von London als Sohn eines Schneiders.
Blue studierte nach seinem Schulabschluss Geschichte an der University of Oxford und Semitische Sprachen an der Universität London. Anschließend begann er eine Rabbinerausbildung am  Leo Baeck College. 1960 wurde er zum Rabbiner ordiniert.
Im Vereinigten Königreich wurde Blue durch seine langjährige und respektvolle Arbeit mit den Medien bekannt. Über 25 Jahre machte er regelmäßig Beiträge im Morgenprogramm des BBC 4 (Radio) für die werktägliche, kurze Religionssendung Thought for the Day. Auch war Blue  als Journalist, Koch und Autor sehr anerkannt.

## Rabbiner
Zwischen 1960 und 1963 war er Rabbiner der Settlement Synagoge und der Neuen Synagoge in Middlesex. Blue gehörte dem Reformjudentum an. Er wurde europäischer Direktor der World Union for Progressive Judaism (WUPJ), zu der mehr als 1,5 Millionen Mitglieder weltweit gehören. 1957 begann er eine langjährige Tätigkeit als Dozent am Leo Baeck College in London.

## Privatleben
Blue war der erste britische Rabbiner, der 1981 in der Publikation Godly and Gay sich öffentlich zu seiner Homosexualität bekannte. Bereits seit den 1960er Jahren lebte er im Privatleben offen schwul. Blue war Gastsprecher der Jewish Gay Lesbian Group. Ebenso unterstützte er die Organisation Kairos. 1981 lernte er seinen Lebensgefährten Jim über eine Partnerschaftsanzeige in der Zeitung Gay Times kennen.

## Radiokarriere
Über 25 Jahre lang war Blue ein regelmäßiger Sprecher der Sendung Thought for the Day bei BBC Radio 4. Aus Anlass des 350-jährigen Jubiläums jüdischen Lebens in Großbritannien veröffentlichte die BBC im September 2006 auf seiner Website eine Bilderserie mit Audiokommentar, in der Blue eine Erinnerungsreise in seine Kindheit im Londoner Eastend unternimmt.

## Werke
- A Backdoor to Heaven (Fount, 1985)
- Kitchen Blues (ISIS Large Print, 1986)
- Bolt from the Blue (Hodder & Stoughton, 1986)
- Tales of Body and Soul (Coronet, 1995)
- My Affair with Christianity (Hodder & Stoughton General, 1999)
- Sun, Sand and Soul (Hodder & Stoughton General, 1999)
- Kindred Spirits (Fount, 1999). Autobiographie
- Hitchhiking to Heaven (Hodder & Stoughton General, 2004). Autobiographie

## Zitat
“I don’t believe death is the end. This world is like a corridor, like a departure lounge in an airport. You make yourself comfortable and get to know people – then your number comes up and you’re called.”